# Cantó d'Autmont d'Aubrac

Mapa del cantó d'Aumont-Aubrac

El cantó d'Aumont-Aubrac és un cantó francès del departament del Losera, a la regió d'Occitània. Està enquadrat al districte de Mende, té sis municipis i el cap cantonal és Autmont d'Aubrac.

## Municipis
- Autmont d'Aubrac
- La Chasa de Peire
- Lo Fau de Peire
- Jàvols
- Santa Colomba de Peire
- Sent Sauvador de Peire